# Beata Kiełtyka
Beata Kiełtyka (* 14. März 1981 in Myślenice) ist eine frühere polnische Biathletin.
Beata Kiełtyka startete während ihrer aktiven Zeit für WKS Zakopane. Sie gab 2000 in Ruhpolding ihr Debüt im Biathlon-Weltcup und wurde 86. im Sprintrennen. Es folgte die Teilnahme an den Junioren-Europameisterschaften 2000 im heimischen Zakopane, wo sie 13. im Einzel wurde, Zehnte im Sprint und Achte im Verfolgungsrennen. Mit Katarzyna Ponikwia und Bernadetta Bednarz gewann sie zudem Bronze mit der Staffel. Bei der Junioren-Weltmeisterschaft kurz darauf in Hochfilzen wurde sie 20. in Einzel und Sprint, 19. im Verfolgungsrennen sowie 12. mit der Staffel. Bestes Resultat bei der Junioren-EM 2001 in der Haute-Maurienne war ein achter Rang im Einzel. Es folgte die Teilnahme an den Biathlon-Weltmeisterschaften 2001 in Pokljuka, wo die Polin 66. im Einzel und mit der polnischen Staffel 15. wurde. Danach nahm Kiełtyka an der Junioren-WM in Chanty-Mansijsk teil, wo Platz fünf im Einzel und Rang sechs mit der Staffel beste Resultate wurden. Bei den polnischen Meisterschaften gewann Kiełtyka den Titel im Sprint. In der Saison 2001/02 nahm sie regelmäßig am Weltcup teil. Bestes Karriereresultat wurde ein 49. Platz im Einzel von Pokljuka. Letztes Großereignis wurden die Biathlon-Europameisterschaften 2002 in Kontiolahti. In Finnland erreichte sie im Einzel wie im Sprint den 34. Platz und wurde 36. der Verfolgung. Zudem erreichte sie mit Magdalena Gwizdoń, Magdalena Grzywa und Anna Stera Rang sieben im Staffelrennen. Nach der Saison beendete sie ihre aktive Karriere.

## Bilanz im Biathlon-Weltcup
Die Tabelle zeigt alle Platzierungen (je nach Austragungsjahr einschließlich Olympische Spiele und Weltmeisterschaften).
- 1.–3. Platz: Anzahl der Podiumsplatzierungen
- Top 10: Anzahl der Platzierungen unter den ersten zehn (einschließlich Podium)
- Punkteränge: Anzahl der Platzierungen innerhalb der Punkteränge (einschließlich Podium und Top 10)
- Starts: Anzahl gelaufener Rennen in der jeweiligen Disziplin

| Platzierung | Einzel | Sprint | Verfolgung | Massenstart | Team | Staffel | Gesamt |
| ----------- | ------ | ------ | ---------- | ----------- | ---- | ------- | ------ |
| 1. Platz    |        |        |            |             |      |         |        |
| 2. Platz    |        |        |            |             |      |         |        |
| 3. Platz    |        |        |            |             |      |         |        |
| Top 10      |        |        |            |             |      |         |        |
| Punkteränge |        |        |            |             |      | 4       | 4      |
| Starts      | 4      | 6      | 3          |             |      | 4       | 17     |